# Везув
Везув (итал. Monte Vesuvio, лат. Mons Vesuvius) је једини активан вулкан на копненом делу Европе. По последњим мерењима његова висина износи 1.281 m, a дубина кратера 30 m. 
Везув се налази на Апенинском полуострву, у Италији, поред Напуљског Залива. Најпознатија ерупција се догодила 79. године, када су уништени градови: Помпеја, Херкуланеум и Стабија. Последња велика ерупција догодила се 1944. године.
Овај вулкан је еруптирао много пута и једини је вулкан на европском копну који је имао ерупцију у последњих сто година. Данас се сматра једним од најопаснијих вулкана на свету због популације од 3.000.000 људи који живе у његовој близини и због склоности Везува ка експлозивним (плинијским) ерупцијама. Ово подручје је најгушће насељена вулканска регија на свету.

## Етимологија
Име вулкана Vesuvius се често помиње код писаца касне Римске републике и раног Римског царства. У употреби су и синоними Vesaevus, Vesevus, Vesbius и Vesvius. Писци на старогрчком су користили назив Οὐεσούιον или Οὐεσούιος. Многи стручњаци су од тада претпостављали етимолошко порекло. Пошто су људи различитих националности и језика настањивали Кампанију током римског гвозденог доба, порекло назива зависи у великој мери од језика којим се говорило у то време. Напуљ је био насељен Грцима, што и његово име Nea-polis, „Нови Град“, сведочи. Оски, једни од италских народа, живели су у селу. Латини су се такође трудили да населе Кампанију. Етрурска насеља су била у близини. И многи други народи непознатог порекла се помињу као становници овог подручја у неком тренутку, од стране бројних древних писаца.

## Изглед
Везув је препознатљива „грбава“ планина, која се састоји од велике купе (Gran Cono) делимично окружене стрмим ободима калдере коју је створило урушавање раније и првобитно много више структуре која се звала Монте Сома. Гран Коно је настао током ерупције 79. године н. е. Из тог разлога, вулкан се такође назива Сома-Везув (Somma-Vesuvius).
Калдера је почела да се формира током ерупције пре око 17.000 (или 18.300) година и била је проширена каснијом пароксизмалном ерупцијом. Овај вулкан је узет као термин „сома-вулкан“, ради описивања сваког вулкана са калдером која окружује новију купу.
Висина главне купе се стално мењала ерупцијом, и сада износи 1.281 m. Монте Сома је висока 1.149 m, а одвојена је од главне купе Гран Коно долином Атрио ди Кавало (Atrio di Cavallo), која је дуга око 5 km. На падинама планине налазе се усеци од проласка лаве, који су обрасли густом вегетацијом, са шипражјем и шумама на већим висинама и виноградима нешто ниже. Везув се још увек сматра активним вулканом, иако је његова тренутна активност сведена на пару из отвора на дну кратера. Везув је стратовулкан на конвергентној граници где се Афричка плоча спушта испод евроазијске тектонске плоче. Планину чине слојеви лаве, вулканског пепела и пловућца. Њихов минерални састав је променљив, али је генерално силикат и богат калијумом, са фонолитом произведеним током експлозивних ерупција.

## Настанак
Везув је настао као резултат судара афричке и евроазијске тектонске плоче. Афричка се подвлачи испод евроазијске, тонући дубље у земљу. Како влажни седименти океанске афричке плоче долазе у додир са топлијим слојевима дубоко у земљи, вода је кључала и изазвала делимично топљење горњег слоја стена. Пошто је магма је мање густине од чврстог камена око ње, она бива потиснута навише. Проналазећи слабу тачку на површини Земље кроз коју може проћи, она ствара вулкан.
Везув спада у групу вулкана који чине Кампанијски вулкански лук. Други укључују Флегрејска поља, велику калдеру неколико километара ка северозападу, планину Епомео, 20 километара на запад на острву Искија, и неколико подводних вулкана на југу. Лук формира јужни крај већег ланца вулкана насталих претходно описаним процесом субдукције, који се протеже на северозапад целом дужином Италије, све до планине Амиата на југу Тоскани. Везув је једини из ове групе који је еруптирао у новијој историји, мада су неки од осталих имали ерупције у последњих неколико стотина година. Многи су угашени или нису активни преко десет хиљада година.

## Активност
Везув је еруптирао много пута. Чувеној ерупцији 79. године н. е. су претходиле бројне друге у преисторији, укључујући најмање три знатно веће, најпознатија од њих је Авелино ерупција око 1800. п. н. е. која је захватила неколико насеља из бронзаног доба. Од 79. нове ере, вулкан је такође имао ерупције током 172, 203, 222, можда 303, 379, 472, 512, 536, 685, 787, око 860, око 900, 968, 991, 999, 1006, 1037, 1049, око 1073, 1139, 1150, и можда је било ерупције 1270, 1347 и 1500. Вулкан је поново еруптирао 1631, шест пута у 18. веку, осам пута у 19. веку (посебно током 1872) и 1906, 1929. и 1944. године. Није било ерупција од 1944. године, а ниједна после 79. године није била велика или деструктивна као Помпејска.
Јачине ерупција варирају у великој мери, али се карактеришу експлозивним испадима плинијског типа названим по Плинију Млађем, римском писцу који је објавио детаљан опис ерупције из 79, укључујући и смрт свог ујака. У неким случајевима, ерупције Везува су биле толико велике да је цела јужна Европа била прекривена пепелом; током 472 и 1631, пепео из Везува пао је на Константинопољ (Истанбул), удаљен преко 1.200 километара. Неколико пута од 1944. године, клизишта у кратеру су подигла облаке пепела и прашине, шаљући лажне узбуне због ерупције.
| Важније ерупције   |                      |
| Датум              | Тип ерупције         |
| 79                 | експлозија           |
| 472                | ефузивно-експлозиван |
| 512                | непознат             |
| 685                | ефузиван (излив)     |
| 787                | ефузивно-експлозиван |
| 968                | непознат             |
| 27. јануара 1037   | непознат             |
| 29. маја 1139      | експлозиван          |
| 1500               | експлозиван          |
| 16. децембар 1631. | ефузивно-експлозиван |
| 3. јул 1660.       | експлозиван          |
| 1694               | ефузиван             |
| 25. мај 1698.      | ефузивно-експлозиван |
| 28. јул 1707.      | ефузивно-експлозиван |
| 20. маја 1737      | ефузивно-експлозиван |
| 23. децембар 1760. | ефузивно-експлозиван |
| 1767               | ефузивно-експлозиван |
| 1779               | експлозивна          |
| 15. јуна 1794      | ефузивно-експлозиван |
| 1822               | ефузивно-експлозиван |
| 1834               | ефузивно-експлозиван |
| 1850               | ефузивно-експлозиван |
| 1. маја 1855       | ефузивна             |
| 1861               | ефузивно-експлозиван |
| 15. новембар 1868. | ефузивна             |